# 桑都日記
『桑都日記』（そうとにっき）は、文政期から天保期にかけて編まれた多摩地方八王子地区の地誌書。書名の「桑都」とは、かつて「織物の町」と称せられた八王子を指し、千人同心組頭・塩野適斎が編纂した。

## 概要
多年の調査と膨大な資料をもとに、1582年（天正10年）から1824年（文政7年）までの243年間を、八王子千人同心と地域の様々な事項について、編年式に解説を加えたものである。
1827年（文政10年）に正編15巻23冊、図解1巻2冊が完成、1834年（天保5年）に続編24巻24冊、図解1巻1冊を脱稿し、正続合わせて江戸幕府に献上された。出版までには至らなかったが、八王子地区の歴史研究の第一級資料となっている。
『桑都日記』（極楽寺蔵）は東京都有形文化財（古文書）に指定され、現在八王子市資料館に寄託されている。2002年度（平成14年度）に修復がほどこされた際、表紙の芯紙から『新編相模国風土記稿』津久井県之部の草稿の一部が発見され、初めて現物があることが確認された。